# رولاند دوتشيليت
رولاند دوتشيليت (بالفرنسية: Roland Duchâtelet)‏‏ (14 نوفمبر 1946 - ) سياسي، ورائد أعمال، ومهندس من بلجيكا.

## روابط خارجية
- رولاند دوتشيليت على موقع IMDb (الإنجليزية)